# Игуманија Јелена (Никитовић)
Јелена (световно Јела Никитовић; Горња Трепча, код Чачка, 3. март 1944 — Манастир Вујан, 7. новембар 2021) била је српска игуманија Манастира Вујан.

## Биографија
Игуманија Јелена (Никитовић) рођена је 3. марта 1944. године у селу Горња Трепча код Чачка, као друго дете од родитеља Рајка и Ковиљке. Са само 13 година одлази у Манастир Каленић, код Рековаца где бива замонашена 1964. године добивши име Јелена.
За време службовања епископа жичкога Василија Костића, монахиња Јелена службовала је на владичанском двору све до 1980. године када долази у Манастир Вујан код Горњег Милановца.
Након упокојења игумана Манастира Вујна оца Јована Никитовића, а уједно и њеног млађег брата 6. јануара 2020. године бива постављена за игуманију манастира.
Упокојила се у Господу 7. новембра 2021. године у Манастиру Вујну, сахрањена је поред своја два брата архимандрита Јована и протосинђела Арсенија у порти манастира.